# 平島正一
平島 正一（ひらしま まさかず、1939年1月8日 - ）は、日本の元俳優。福岡県出身。

## 略歴
多摩美術大学附属芸術学園演技科卒業。1960年5月に劇団現代座に入団し、1961年11月まで在籍。1962年5月、劇団青年座に入団。その後は劇団現代に所属していた。

## 出演作品

### テレビドラマ
- 創作劇場 / 創作舞踊劇孫次郎（1963年、NHK）
- 忍者部隊月光 第9・10話「海ねこ作戦 - 前・後篇」（1964年、CX / 国際放映） - ブラックランド配下
- 快獣ブースカ 第17話「ブー冠・王冠・とんちんかん」（1967年、NTV / 円谷プロ）
- 光速エスパー 第26話「宇宙の果まで」（1968年、NTV / 宣弘社） - アルゴル星人
- タケダアワー / 柔道一直線 第1話「カッコいいぞ地獄車」（1969年、TBS / 東映）
- 颱風とざくろ（1969年、NTV）
  - 第5話
  - 第10話
- 五番目の刑事 第13話「テレビ指名手配129号」（1969年、NET） - 運転手
- 特別機動捜査隊（NET / 東映）
  - 第457話「マンガの世界をゆく」（1970年） - 日夏
  - 第529話「日本の悲劇」（1971年） - 山下
  - 第554話「悪女の季節」（1972年） - 田代
  - 第783話「妻の日記帳」（1976年） - 佐々木
  - 第798話「大都会の魔手」（1977年） - 増山
- 児童劇映画 / 馬と少年（1970年、NHK）
- 仮面ライダー 第26話「恐怖のあり地獄」（1971年、MBS / 東映） - 警官
- 大河ドラマ（NHK）
  - 新・平家物語 第34話（1972年） - 八条中納言長方
  - 国盗り物語 第16話「暗雲」（1973年） - 津田八弥
  - 花神（1977年） - 白井小助
    - 第6話「長崎の女」
    - 第15話「長州へ参る」
    - 第20話「夷人館燃ゆ」 - 第22話「にわか坊主」
- 荒野の素浪人 第1シリーズ 第38話「来襲 死の虚無僧集団」（1972年、NET / 三船プロダクション）
- ブラザー劇場 / 刑事くん（TBS / 東映）
  - 第1部 第56話「空にでっかい涙雲」（1972年）
  - 第4部 第25話「愛ある追跡」（1976年）
- 荒野の用心棒 第3話「兇弾は女地獄に炸裂して…」（1973年、NET / 三船プロダクション）
- 伝七捕物帳 第28話「天狗がさらった娘たち」（1974年、NTV / ユニオン映画）
- テレビスター劇場 / 華麗なる一族（1974年、MBS / 東宝）
- 赤い迷路（1974年、TBS / 大映テレビ）
- 右門捕物帖 第40話「右門の愛」（1975年、NET / 三船プロダクション）
- 夜明けの刑事 第26話「秘密を知った父」（1975年、TBS / 大映テレビ）
- 破れ傘刀舟悪人狩り 第52話「大江戸火焔太鼓」（1975年、NET / 三船プロダクション）
- 太陽にほえろ!（NTV / 東宝）
  - 第222話「蝶」（1976年） - 戸井義孝
  - 第257話「山男」（1977年） - 宮沢
- 新・二人の事件簿 暁に駆ける 第22話「(秘)（まるひ）を燃やせ!」（1976年、ABC / 大映テレビ）
- 少年ドラマシリーズ / 未来からの挑戦（1977年、NHK）
- 達磨大助事件帳 第9話「夜明けの父娘」（1977年、ANB / 国際放映）
- 青春の門 第二部 第3話（1977年、MBS / 松竹芸能）

### 舞台
- われらの同居人たち（1962年、劇団青年座） - 若山重夫[3]
- 夜明けに消えた（1968年、劇団青年座） - 助教授[4]
- 伐る勿れ樹を（1974年、劇団現代） - 千左衛門[5]